# Heterusia rufifimbria
Heterusia rufifimbria är en fjärilsart som beskrevs av Paul Dognin 1903. Heterusia rufifimbria ingår i släktet Heterusia och familjen mätare. Inga underarter finns listade i Catalogue of Life.